# 马尔蒂斯
马尔蒂斯（義大利語：Martis），是意大利萨萨里省的一个市镇。总面积22.94平方公里，人口563人，人口密度24.5人/平方公里（2009年）。ISTAT代码为090039。